# The Volcano
Pour les articles homonymes, voir Volcano et Lava Fork.
Lava Fork, officiellement connu en anglais sous le nom The Volcano, est un cône volcanique situé dans le Nord-Ouest de la Colombie-Britannique, à environ 60 kilomètres à l'ouest du village de Stewart, au Canada. Il fait 1 656 mètres d'altitude et a une hauteur de culminance de 311 mètres. The Volcano fait partie d'un groupe de huit volcans de la province volcanique de la cordillère septentrionale (anciennement « ceinture volcanique de Stikine ») connus sous le nom de cônes volcaniques de la rivière Iskut-Unuk,. Sa dernière éruption remonte à 1800, au cours de laquelle il a émis des coulées de lave, bien qu'une en 1904 aurait pu se produire.

## Toponymie
« The Volcano » est un toponyme descriptif dû au fait que la montagne est à l'origine des nombreuses coulées de lave de la région. Il a été proposé par Chris Dickinson, membre de la Cambridge Coast Mountains Expedition en 1978 et adopté par la Colombie-Britannique le 24 novembre 1980.

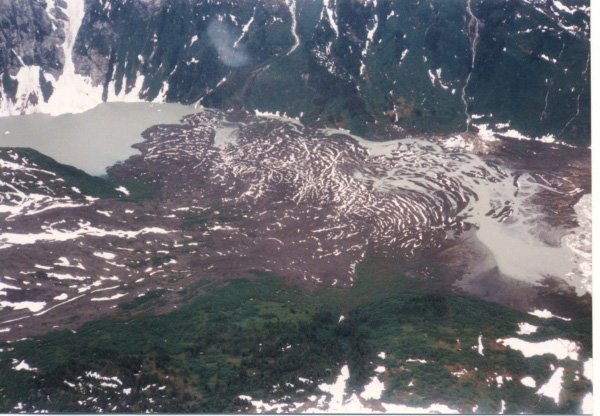
Coulée de lave sur les pentes de The Volcano.